# Carl Ahues
Ne doit pas être confondu avec Herbert Ahues.
Carl Oscar Ahues est un joueur d'échecs allemand né le 26 décembre 1883 à Brême et mort le 31 décembre 1968 à Hambourg. Champion d'Allemagne en 1929 et maître international en 1950, il a participé à trois olympiades (médaille de bronze par équipe en 1930 (1er échiquier) et en 1936 (2e échiquier)).

## Carrière aux échecs
En 1929, Ahues remporta le championnat d'Allemagne à Duisbourg (devant Paul Saladin Leonhardt, Friedrich Sämisch et Kurt Richter) et le championnat de Berlin (ex æquo avec Kurt Richter). Après la Seconde Guerre mondiale, il gagna le tournoi de Celle en 1948 et le championnat de Hambourg de parties rapides à plus de quatre-vingt ans. Il était commentateur d'échecs à la radio et publia en 1948 à Hambourg le livre Die Schachtheorie Offene Spiele.
Ahues termina sixième du très fort tournoi de San Remo en 1930 (victoire de Alekhine) et reçut un prix de beauté pour sa partie avec Monticelli. Il finit cinquième à Berlin en 1926, 3e du tournoi préliminaire B à Kecskemet 1927 (cinquième-septième ex æquo de la finale A), 4e à Scoreborough en 1930, 3e à Liège 1930, 3e à Bad Nauheim 1936 derrière Kérès et Alekhine et deuxième-troisième du tournoi de Stuttgart 1947 remporté par Bogoljubov.
Il reçut le titre de maître international lors de sa création en 1950 et participa à trois olympiades. Il jouait au premier échiquier de l'Allemagne lors de l'Olympiade d'échecs de 1930 à Hambourg (l'Allemagne termina troisième) et au deuxième échiquier de l'équipe allemande lors de l'olympiade d'échecs de 1931 de l'olympiade d'échecs officieuse de 1936 à Munich.
Son fils, Herbert Ahues, né en 1922, est juge international pour la composition échiquéenne et grand maître international pour la composition échiquéenne.